# Aramis (ville)
Aramis est un village et un site préhistorique situé dans la région Afar, dans le nord de l'Éthiopie.

## Situation
Aramis se trouve dans le woreda de Gewane, dans la zone administrative 3 (qui, avec la zone 5, correspond plus ou moins au Moyen-Awash) de la région fédérale Afar. Le village est situé à environ 100 km au sud du site de Hadar, où furent trouvés en 1974 les restes fossiles de l'Australopithèque Lucy.

## Préhistoire
Aramis est notamment le lieu de découverte, à partir de 1992, des premiers fossiles de l'espèce Ardipithecus ramidus, datés de 4,4 millions d'années, par l'américain Timothy White, le japonais Gen Suwa (d), et l'éthiopien Berhane Asfaw.